# Maguarichi
Maguarichi é um município do estado de Chihuahua, no México.